# Departamento de Coclé
Coclé fue uno de los siete departamentos en que se dividía el Estado Soberano de Panamá (Colombia). Fue creado el 15 de julio de 1855, a partir del territorio occidental de la provincia de Panamá, mediante la Convención constituyente del Estado. Tenía por cabecera a Natá hasta 1864, año en el cual se trasladó a Penonomé.

## Historia
El departamento fue creado a mediados de 1855 con los distritos de Natá como cabecera, Penonomé, Aguadulce, Antón, Belén, La Pintada y Olá. Más tarde los distritos de Santa María y San Carlos, integrantes de Natá, se separaron de esta, entre tanto Calobre se integró al departamento de Fábrega, hoy provincia de Veraguas.
Por problemas administrativos, a finales de 1858 el departamento fue dividido en los departamentos de Natá y Soto. En 1858 se creó el distrito de Donoso, segregándose del de Penonomé, perdiendo este último distrito su salida al mar Caribe. En 1860 se fusionaron de nuevo los departamentos de Natá y Soto, y se escogió como cabecera del nuevo departamento a la ciudad de Penonomé. Ese mismo año, el distrito de Santa María pasa al departamento de Los Santos y el de San Carlos al departamento de Panamá. Tras algunos cambios de capitalidad en la década de 1880, finalmente el 20 de octubre de 1886 a través del decreto N°190, el departamento de Coclé adquiere la categoría de provincia.

## División territorial
El departamento al momento de su creación (1855) estaba dividido en los distritos de Natá, Aguadulce, Antón, Belén, La Pintada, Olá y Penonomé.
Para 1870 el departamento estaba dividido en los distritos de Natá, Aguadulce, Antón, Donoso (traspasado al departamento de Colón en 1880), La Pintada, Olá y Penonomé.